# Чайкино (Тверская область)
Чайкино — деревня в Торжокском районе Тверской области. Относится к Пироговскому сельскому поселению.

## История
В 1964 г. Указом Президиума ВС РСФСР деревня Сучьи Горки переименована в Чайкино.

## Население
| 2010 |
| ---- |
| 21   |